# 上海棋牌文化博物馆
上海棋牌文化博物馆（英語：Shanghai Boards and Cards Games Culture Museum）是一座位于上海的博物馆。是中国首家综合性棋牌文化博物馆。

## 历史
2018年10月18日建成开馆，位于上海静安区南京西路595号上海棋院大楼一层。隶属于上海棋院，占地面积1000余平方米，主要分为围棋、象棋、国际象棋、国际跳棋、五子棋、桥牌、休闲棋牌（包括麻将、狼人杀、飞行棋等）七大板块相关藏品共1,200余件，包括陈毅元帅旅行围棋，中国围棋协会主席林建超捐献的全国仅两副的中国南海海玉围棋子等。

## 交通
- 上海轨道交通2号线、13号线南京西路站

## 营业时间
- 周二至周日：上午九点半至十一点半，下午一点半至四点半
- 周一闭馆